# Nupserha assamana
Nupserha assamana är en skalbaggsart som beskrevs av Stefan von Breuning 1960. Nupserha assamana ingår i släktet Nupserha och familjen långhorningar. Inga underarter finns listade i Catalogue of Life.